# Mecklenburgische Volks-Zeitung

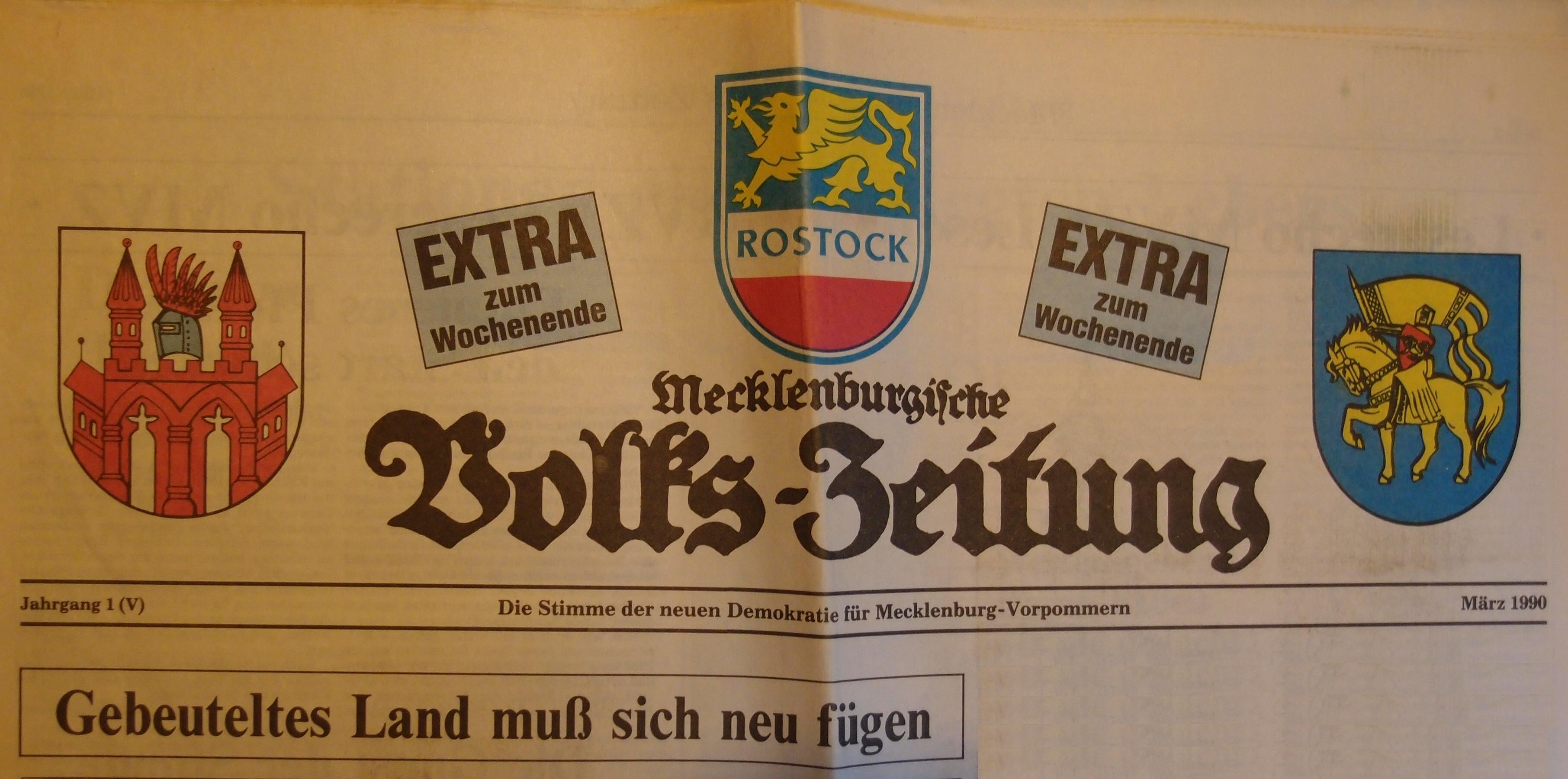
Kopf einer MVZ, März 1990

Die Mecklenburgische Volks-Zeitung (MVZ) war eine der SPD nahe stehende, unabhängige Tageszeitung, die in der mecklenburgischen Stadt Rostock erschien.
Die MVZ wurde erstmals im Jahr 1892 im Rostocker SPD-Haus vom Verlag Mecklenburgische Volkszeitung GmbH in der Doberaner Straße 6 aufgelegt. Die Gesellschafter handelten als Treuhänder für das SPD-Parteivermögen. Albert Schulz – der heutige Namensspender des Gebäudes – gehörte zu den Redakteuren dieses Verlags.
Am 12. Mai 1933 wurde die MVZ von den Nationalsozialisten im Zuge der Gleichschaltung der Printmedien verboten.
Nach der Wende wurde in Rostock eine Neuauflage der historischen MVZ versucht, die 1989 maßgeblich von Ingo Richter und Horst Denkmann – den Mitbegründern der SPD in Mecklenburg-Vorpommern – als „Stimme der neuen Demokratie für Mecklenburg-Vorpommern“ initiiert wurde. Am 15. Februar 1990 erschien in einer Auflagenstärke von 100000 Exemplaren die erste Ausgabe der neuen MVZ. Am 15. September 1990 wurde die Einstellung der Mecklenburgischen Volks-Zeitung beschlossen.